# Rutzenham
Rutzenham is een gemeente in de Oostenrijkse deelstaat Opper-Oostenrijk, gelegen in het district Vöcklabruck. De gemeente heeft ongeveer 200 inwoners.

## Geografie
Rutzenham heeft een oppervlakte van 4,8 km². De gemeente ligt in het zuidwesten van de deelstaat Opper-Oostenrijk. Het ligt ten noordoosten van de deelstaat Salzburg en ten zuiden van de grens met Duitsland.
- Gemeinsame Normdatei: 415734-5
- Virtual International Authority File: 159218681